# Брон ГП
Брон ГП био је тим у такмичењу Формуле 1 чији је власник и директор Рос Брон. Тим се такмичио само сезоне 2009. када су возачи тима били Џенсон Батон и Рубенс Барикело.

## Настанак тима
Повлачењем Хонде из такмичења крајем 2008. године Рос Брон откупљује сва постројења Хонде у Бреклију, која је пре Хонде користила још и екипа Бритиш Американ рејсинг (БАР). Екипа Брон користила је Мерцедесове моторе једнаке снаге као и оне које користио Макларен. Већ на својој првој трци екипа је остварила двоструки тријумф (Џенсон Батон 1. место, Рубенс Барикело 2. место) и тако направила велико изненађење на старту сезоне.

## Попис резултата
| Сезона | Шасија  | Мотор           | Гуме | Возачи | 1.  | 2.  | 3.  | 4.  | 5.  | 6.  | 7.  | 8.  | 9.  | 10. | 11. | 12. | 13. | 14. | 15. | 16. | 17. | Бодови | ШК |
| ------ | ------- | --------------- | ---- | ------ | --- | --- | --- | --- | --- | --- | --- | --- | --- | --- | --- | --- | --- | --- | --- | --- | --- | ------ | -- |
| 2009   | BGP 001 |                 | B    |        | АУС | МАЛ | КИН | БАХ | ШПА | МОН | ТУР | ВБР | НЕМ | МАЂ | ЕВР | БЕЛ | ИТА | СИН | ЈАП | БРА | АБУ | 172    | 1. |
| 2009   | BGP 001 | Џенсон Батон    | B    | 1      | 1   | 3   | 1   | 1   | 1   | 1   | 6   | 5   | 7   | 7   | Оду | 2   | 5   | 8   | 5   | 3   |     | 172    | 1. |
| 2009   | BGP 001 | Рубенс Барикело | B    | 2      | 5   | 4   | 5   | 2   | 2   | Оду | 3   | 6   | 10  | 1   | 7   | 1   | 6   | 7   | 8   | 4   |     | 172    | 1. |